# تپه بیره زا (پیر زال)
تپه بیره زا (پیر زال) مربوط به دوران‌های تاریخی پس از اسلام است و در شهرستان کهگیلویه، بین روستای کلایه سفلی و علیا واقع شده و این اثر در تاریخ ۲۵ اسفند ۱۳۷۹ با شمارهٔ ثبت ۳۳۵۰ به‌عنوان یکی از آثار ملی ایران به ثبت رسیده است.